# Elyse Pahler
Elyse Marie Pahler, född 24 april 1980, död 22 juli 1995, blev sommaren 1995 mördad och "offrad till Satan" i närheten av San Luis Obispo, Kalifornien.
De tre tonåringarna Roger Casey (17), Jacob Delashmutt (16) och Joseph Fiorella (15) rövade bort Elyse Pahler från hennes bostad och förde henne till en öde skogsglänta, där de våldtog henne. Därefter ströp de henne och överöste henne med knivhugg i bröst, hals och nacke. De skall även ha återvänt till mordplatsen och sexuellt skändat hennes döda kropp.
Pahlers kropp hittades inte förrän efter åtta månader, den 14 mars 1996, då den äldste av förövarna, Casey, trädde fram och pekade ut platsen för polisen. De tre tonåringarna åtalades för mord och förklarade sig skyldiga. De tre avtjänar för närvarande 25 år till livstid.
Pahlers föräldrar påstod att de tre ynglingarna hade inspirerats att mörda Elyse efter att ha lyssnat på thrash metal-gruppen Slayers låttexter. Föräldrarna stämde Slayer inför domstol, men åtalet ogillades.